# Wolpertstetten
Wolpertstetten ist ein Kirchdorf und ein Gemeindeteil von Blindheim im schwäbischen Landkreis Dillingen an der Donau in Bayern. Der Ort liegt dreieinhalb Kilometer nordwestlich von Blindheim auf der Hochterrasse. Die höchste Stelle des Ortsteilgebiets liegt bei 426 m.

## Geschichte
Im Jahr 1150 wird der Ort erstmals als „Volparnstetten“ überliefert. Vermutlich ist Wolpertstetten eine Ausbausiedlung von Unterglauheim. Im Mittelalter gab es Reichsgut im Ort, so übergibt 1214 der Reichsministeriale Heinrich von Kalendin ein Pfandgut in Wolpertstetten an das Kloster Kaisheim. Im Jahr 1215 stimmte König Friedrich II. den Verkauf der Kapelle und Besitzungen in Wolpertstetten durch Heinrich von Schleitdorf an das Kloster Kaisheim zu. 1258 kommt der Zehnt in Wolpertstetten, ursprünglich der Pfarrei Blindheim gehörend, an das Kloster Kaisheim. Das Vogteirecht, bisher in Reichsbesitz, kam 1268 mit der Vogtei Höchstädt durch das konradinische Erbe an das Herzogtum Bayern. Bayern erlangte um 1400 die Landeshochheit über den Ort, die bis dahin wohl von den Grafen von Oettingen ausgeübt wurde. Das Kloster Kaisheim als fast alleiniger Grundherr erlangte in Wolpertstetten die niedere Obrigkeit und richtete ein Pflegamt im Ort ein, das bis zur Säkularisation 1803 bestand.
Die Gemeinde Wolpertstetten wurde am 1. Mai 1978 nach Blindheim eingemeindet.

## Religionen

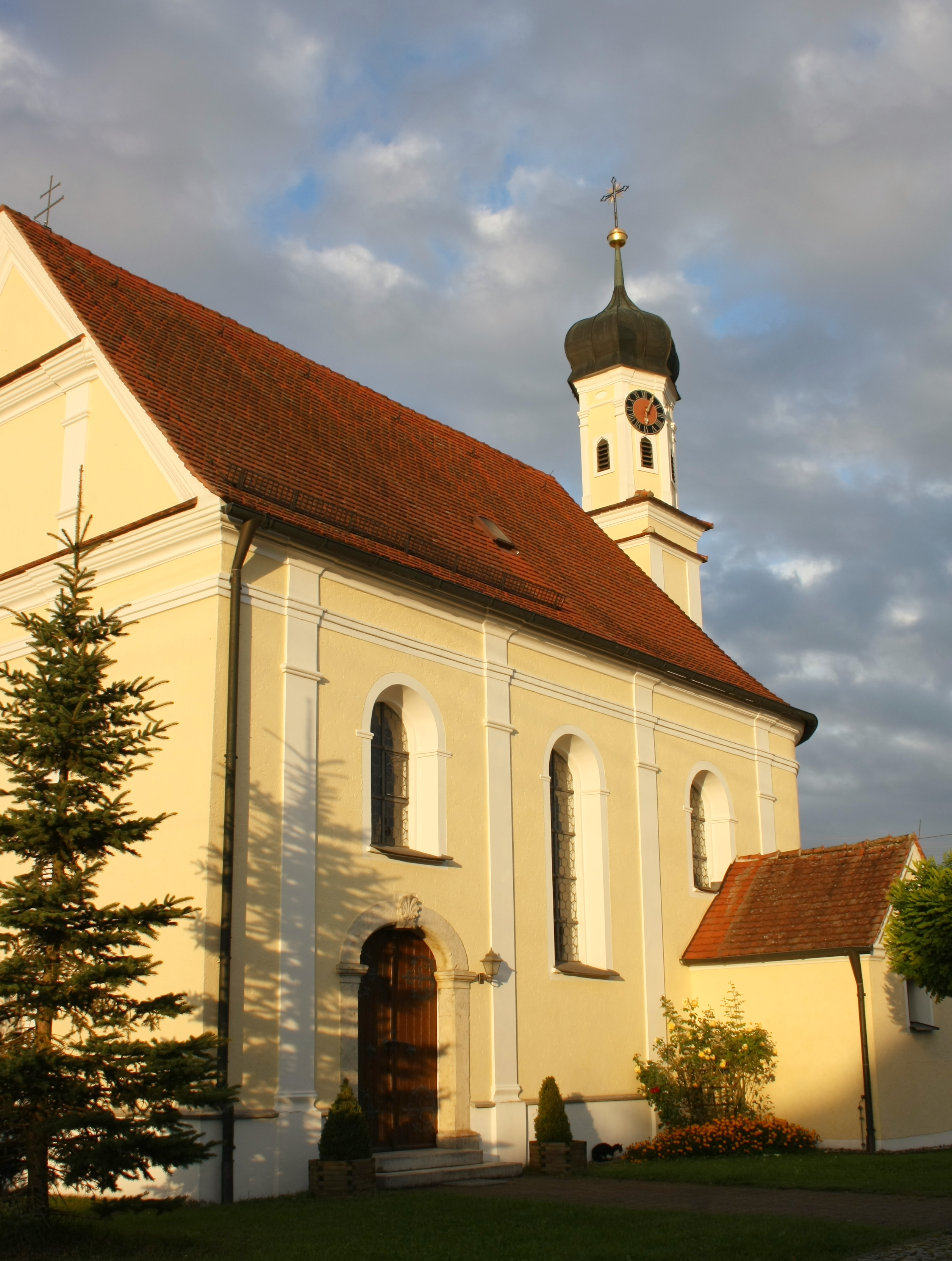
St. Nikolaus in Wolpertstetten

Wolpertstetten gehörte zur Pfarrei Blindheim und besaß bereits um 1215 eine eigene Kirche. Der Ort wurde 1921 der jungen Pfarrei Unterglauheim zugeteilt. Die Kirche St. Nikolaus wurde um 1750 von Johann Georg Hitzelberger errichtet.

## Bevölkerungsentwicklung
- 1840: 127 Einwohner
- 1939: 131 Einwohner
- 1950: 199 Einwohner
- 1961: 162 Einwohner[2]
- 1970: 157 Einwohner[2]
- 1980: 149 Einwohner
- 2000: 125 Einwohner
- 2020: 164 Einwohner

## Baudenkmäler
Siehe: Liste der Baudenkmäler in Wolpertstetten

## Bodendenkmäler
Siehe: Liste der Bodendenkmäler in Blindheim